# گارگاتسونه
گارگاتسونه (به ایتالیایی: Gargazzone) یک منطقهٔ مسکونی در ایتالیا است که در تیرول جنوبی واقع شده‌است.

## خصوصیات
گارگاتسونه ۴٫۹ کیلومترمربع مساحت و ۱٬۶۳۹ نفر جمعیت دارد.